# Jean-Joseph Rive

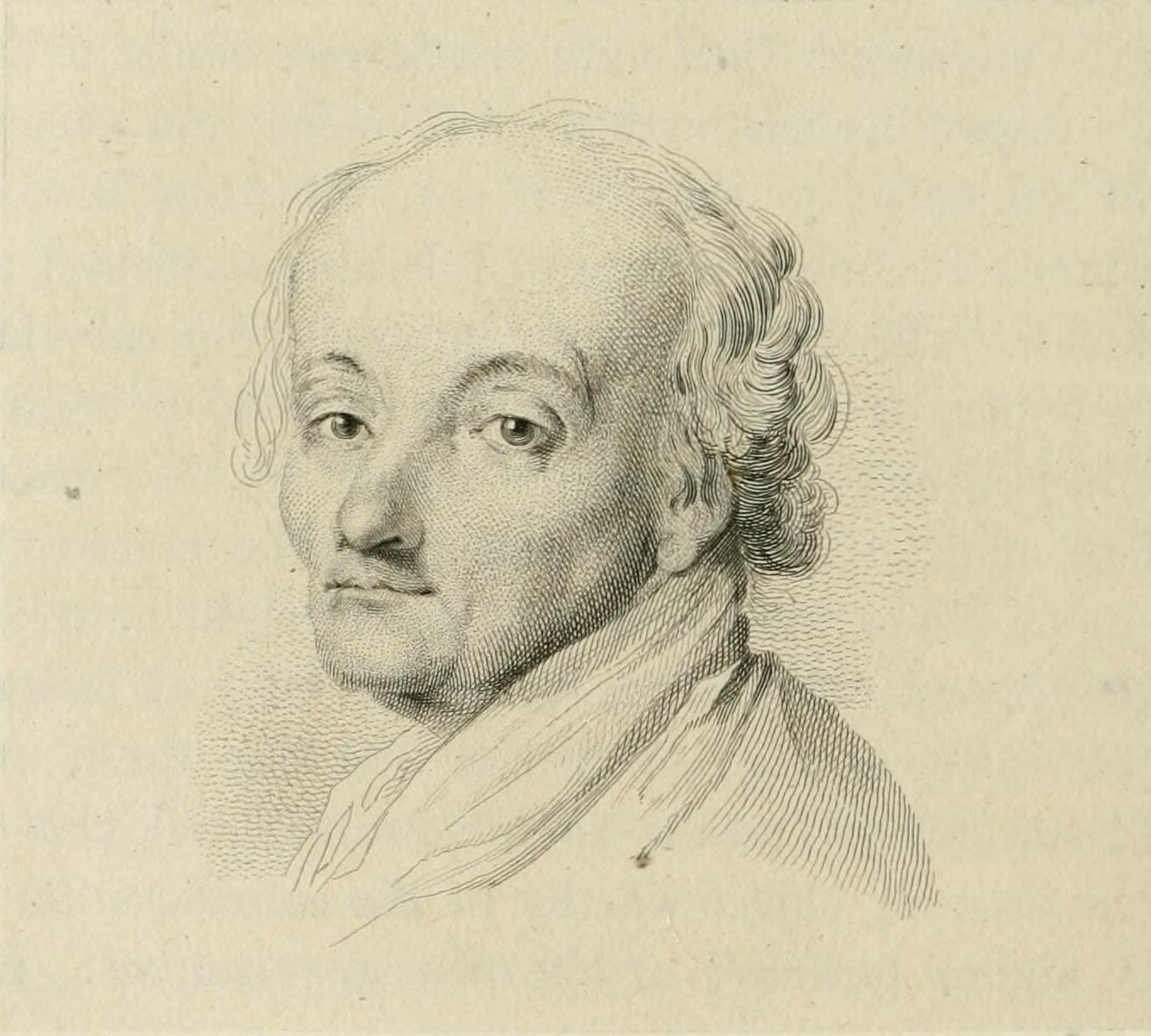
Jean-Joseph Rive

Jean-Joseph Rive, auch Abbé Rive, (* 19. Januar 1730 in Apt; † 20. Oktober 1791 in Marseille) war ein französischer Autor und Bibliothekar.

## Leben und Wirken
Er war der Sohn eines Goldschmieds. Zunächst unterrichtete er als Lehrer am collège Saint-Charles d’Avignon und war anschließend als Abbé in Mollégès der (Diözese Arles) tätig.
Im Jahre 1767 zog er nach Paris, um im folgenden Jahr als Bibliothekar des Louis César de La Baume Le Blanc, Duc de La Vallière (1708–1780) zu arbeiten. Abbé Rive blieb in dieser Funktion bis zum Tode des Herzogs im Jahre 1780, der ihm 6000 Livre vermachte.
Man versuchte ihn als Bibliothekar des Kardinals Jean-de-Dieu-Raymond de Boisgelin de Cucé (1732–1804) an die Bibliothèque Méjanes von Aix-en-Provence zu berufen, aber seine Ansprüche waren zu hoch angesetzt und der Ausbruch der Französischen Revolution setzte diesem Projekt letztlich ein Ende.
Sein bissige Kritik und die Fähigkeit, anstehenden Konflikten nicht auszuweichen, überdeckten seine Leistungen als Buchforscher.
Gegen das Werk System der Natur (1770) von D’Holbach schrieb er eine Gegenschrift, die Lettres philosophiques contre le Système de la nature (1770).
Während der Revolutionsjahre wurde der in Aix-en-Provence ansässige Advokat und engagierte Vertreter für die Aufrechterhaltung und Schaffung bürgerlicher Freiheiten Jean Joseph Pierre Pascalis (1732–1790) durch ihn auf das stärkste angefeindet. Dies ging bis hin zum Mordaufruf durch Abbé Rive, der dort auch eine politische Vereinigung, den club des Antipolitiques, mitbegründete. Der Anwalt Pascalis starb übrigens während der Unruhen im Jahre 1790, Évocation du vieil Aix-en-Provence, eines gewaltsamen Todes.

## Werke (Auswahl)
- Lettres philosophiques contre le Système de la nature. Portefeuille hébdomadaire de Bruxelles (1770)
- Lettre vraiment philosophique (1790)
- Au trés-integre et au trés-respectable tribunal judiciaire de Marseille (1791)
- Chronique littéraire des ouvrages imprimés et manuscrits de l’abbé Rive. Imp. des" Anti-Copet (1793)
- Eclaircissements historique et critiques sur l’invention des cartes à jouer. François-Ambroise Didot, Paris (1780)